# La sagra del Signore della Nave
(Michele Lizzi)
La sagra del Signore della nave  è un'opera  lirica di Michele Lizzi su libretto dello stesso compositore, tratta da una commedia in atto unico di Luigi Pirandello, pubblicata nel 1924 con il titolo di Sagra del Signore della Nave sulla rivista Il convegno e, quindi, nel 1925 presso l’editore Bemporad di Firenze.  
Lo stesso Pirandello rielaborò ciò da una novella, intitolata appunto Il Signore della Nave (1916), pubblicata sul mensile “Noi e il mondo”. 
L’opera di Lizzi, insieme a Pantea e L'amore di Galatea, costituisce una delle tre opere in musica scritte dal musicista agrigentino.  
Il titolo fa riferimento ad una celebrazione folkloristica tenutasi ad Agrigento nel corso dell'800 e nella prima metà del Novecento, cui parteciparono sia Luigi Pirandello che Michele Lizzi.
L’opera fu rappresentata per la prima volta al Teatro Massimo di Palermo il 12 marzo 1971. 
Lizzi pensò di rappresentare il dramma anche alla Scala di Milano, la cui direzione sarebbe stata affidata al maestro Ottavio Ziino; tuttavia, a causa della sua morte prematura, tale progetto non ebbe più prosecuzione.
Un primo libro completo ed organico sull’opera è stato realizzato dalla studiosa Rita Capodicasa, cui hanno fatto seguito ulteriori contributi critici.

## Prima esecuzione
La Sagra fu rappresentata per la prima volta nella seconda parte di uno spettacolo dedicato interamente alla musica contemporanea italiana presso il Teatro Massimo di Palermo, il 12 marzo 1971. 

### Valentino Bucchi e le “Laudes Evangelii”
(Domenico Danzuso)
Nella prima parte della serata furono eseguite le “Laudes Evangelii” di Valentino Bucchi, allievo di Luigi Dallapiccola e allora Direttore del Conservatorio di Firenze.
Le “Laudes Evangelii” erano state scritte per la settima edizione della Sagra musicale umbra, nel 1952; costituiscono una summa dei più suggestivi brani poetici scelti tra quelli più suggestivi della produzione umbra, che si era formata alla fine del medioevo: si arrivò così ad un acclamato connubio tra l’antico ed il moderno. Anche Bucchi, del resto, teorizzava la fine del melodramma e di come questo non potesse più trovare interesse nello spettatore moderno, e tentava pertanto di risollevarlo dallo stato di decadenza. 
Quella sera, la doppia rappresentazione di Bucchi e Lizzi riscosse un grande successo da parte dei presenti.

## Svolgimento della Sagra

### La Tradizione della Sagra
La chiesa di San Nicola dei Cistercensi, edificata ad Agrigento nel XII secolo, era frequentata prevalentemente da contadini e braccianti che si dedicavano alle attività agricole. 
La prima domenica di settembre era tradizione lo svolgimento di una festa in onore del Santo Crocifisso del Signore detto "della Nave", a causa della sua provenienza dall’Oriente che la storia voleva portato fino all’odierno comune di Porto Empedocle, in precedenza molo della città di Agrigento, da una ciurma straniera. Secondo un’altra tradizione invece, giunse sulla spiaggia su di un relitto affondato nel Mediterraneo. 
La festa si caratterizzava per la forte componente sacra, oltre che per quella profana. Si tramandava infatti che il crocifisso potesse guarire i mali come un taumaturgo, o che ancora rese possibile la conversione degli schiavi saraceni che trasportarono il crocifisso ligneo fino ad Agrigento. 
Dall'altra parte, durante la festività veniva praticata la macellazione dei maiali, di cui uno veniva offerto in dono al Cristo. Seguiva poi una processione a piedi accompagnata, nei periodi più recenti, dallo scoppio di fuochi d'artificio.
Dopo la seconda guerra mondiale, i residenti cominciarono ad abbandonare la zona trasferendosi in città: questo portò al progressivo scemare della festa, che non venne più organizzata dagli anni '50 in poi, sebbene se ne fosse tentato un ripristino negli anni '80.

## Trama
L’opera è ambientata sullo spiazzo dinanzi alla Chiesa di San Nicola in cui si festeggia il crocifisso; contestualmente, comincia la macellazione dei maiali, che sono stati ingrassati per la Sagra gastronomica che si terrà alla fine: il tutto con la partecipazione di una folla festante e numerosa: un Tavernaio, un Tavoliere, un Tavoleggiante, il Norcino tra i tanti. 
Entrano quindi in scena due tamburini, come da tradizione folkloristica siciliana, e due marinai miracolati dal Signore della Nave, uno giovane e l'altro anziano, recanti in dono le tabelle votive e le candele di cera: costoro aprono la processione religiosa di donne e bambini. L'armonia religiosa è spezzata dall'ingresso in scena di una Donnaccia, che richiama maggiormente il tema profano. 
Un giovane Pedagogo s'interroga con il Mastro-Medico sulla peculiare commistione tra l'elemento sacro e quello profano, rispettivamente riguardo alla festa religiosa e alla macellazione del maiale: interviene allora il Vecchio Marinaio, difendendo la figura del Cristo da cui era stato miracolato ed imprecando su coloro che si abbuffavano davanti alla chiesa. 
La parola passa dunque al Tavoleggiante, il quale esprime un giudizio poco lusinghiero sul crocifisso: 
Nel frattempo, il Vecchio Miracolato ne racconta la storia: 
Il Mastro-Medico illustra allora una coincidenza casuale tra la festa religiosa, celebrata appunto la prima domenica di settembre, e la macellazione del maiale, che avviene in autunno perché troppo grassa d'estate: conclude con la battuta: "Ricordi al suo discepolo che Maia è madre di Mercurio: ecco da Maia è venuto maiale!" Con tali parole si riferisce a Maia, dea della fecondità e del risveglio della natura, che riceveva il primo maggio di ogni anno una scrofa gravida da parte di Vulcano, così che la terra fosse anch'essa abbondante di frutti. Si avverte quindi il richiamo ad un maiale la cui scarificazione ne implica una conseguente divinazione: "Creda che, /senza questo / la festa perderebbe / il carattere sacro, primitivo", conclude infine questo. 
Dal retro della scena, subentra il signor Lavaccara accompagnato famiglia, composta da moglie e figlia: tutti si mostrano addolorati per la macellazione del proprio maiale Nicola, definito da quest'ultimo "magro e intelligente": una falsa drammaticità che denota, in realtà, un elemento comico. Viene analizzata quindi più da vicino la folla, composta anche da professionisti tra cui l'Avvocato ed il Notaio: se Lavaccara pensa che costoro siano più animali della bestia che si troveranno tra poco a mangiare, di opinione differente è però il Pedagogo:
Fanno da intermezzo due anziani, fratello e sorella, accompagnati da un amico che si dirigono verso la Chiesa a pregare la sorella, deceduta l'anno precedente. In questo contesto s'inserisce allora il Vexilla regis prodeunt, inno liturgico composto nel VI secolo da Venanzio Fortunato e tradizionalmente eseguito il giorno della domenica della Passione: si fa sempre più intenso, nel frattempo, la disputa tra Lavaccara contro la bestialità visibilmente crescente tra i partecipanti alla festa, ed il Pedagogo che invece ne difende la dignità, prendendo ad esempio i due fratelli. 
La disputa è rotta dal rintoccare delle campane, che preannunciano la processione religiosa dei chierici recanti il Crocifisso del Signore della Nave. Si assiste dunque ad un cambio di atteggiamento da parte della folla la quale, se fino a poco prima si mostrava rutilante e tumultuosa, adesso si inchina ed implora perdono davanti alla Croce. 
Così Giovane Pedagogo che aveva difeso la dignità umana, alla fine, dinanzi allo spettacolo metamorfico della folla, conclude il dramma con un'azzeccata battuta finale:

## Interpretazione

### La Sagra e Lizzi
La Sagra ha costituito un elemento di svolta nella produzione lizziana: dalla dimensione mitica ed arcaizzante si è passati a quella reale e contemporanea. Peculiare era anche la scenografia, curata dal celebre pittore bagherese Renato Guttuso.
Un problema che Lizzi dovette affrontare riguardava il fatto che la novella fosse difficilmente musicabile, soprattutto nei dialoghi della parte conclusiva. 
Il conflitto tra elementi contrastanti fu attenuato, portando a una lettura più spirituale dell'opera, prevalentemente corale e sviluppata con variazioni tra toni vocali e corali che porta ad accentuare l’elemento drammatico. 
Fu proprio l’elemento musicale ad esprimere le due tematiche principali: l'abbrutimento bestiale dell’uomo e l’accento sulla sua razionalità: se il primo tema fu dominato da linee melodiche diatoniche con una forte componente popolare, la seconda parte mostrò un coro indipendente dall'orchestra, che riprendeva il canto gregoriano con il “Vexilla Regis”
Inoltre, Lizzi ha cercato di focalizzarsi sull'approfondimento psicologico dei singoli personaggi, cercando di evidenziarne i tratti maggiormente caratteristici: la loquacità accentuata del giovane pedagogo, la sensibilità paesana della signora Lavaccara, lo spirito del tavoleggiante. 
Si nota una posizione di primo piano riservata al Coro, tra la folla vociante della prima parte e la processione dei chierici verso il finale. 
Così, dove il testo di Pirandello a tratti può apparire troppo razionale, la musica di Lizzi è sempre carica di emozione e sentimento: pertanto, le variazioni compiute sono giustificate per garantire il ritmo musicale. 
Non ultimo, l'accenno all'ipocrisia della folla che appare dapprima festante e orgiastica, ma successivamente implorante all'arrivo del Cristo: elementi definiti, rispettivamente, dionisiaci ed apollinei e che assumono un maggiore contrasto rispetto a quanto accadeva nella novella pirandelliana. 

## Curiosità
- Alla sera della prima rappresentazione, Michele Lizzi non poteva trattenersi dal ridere, specialmente quando la famiglia Lavaccara compiange la macellazione del proprio maiale Nicola.